# FA Women's National League
La Football Association Women's National League (FA WNL) è il terzo livello del campionato inglese femminile di calcio ed è posto sotto l'egida della Federazione calcistica dell'Inghilterra (The FA). La FA WNL venne fondata nel 1991 con il nome di FA Women's Premier League come massima divisione inglese; poi con la creazione nel 2010 della FA Women's Super League diventò seconda divisione e con la creazione nel 2014 del FA Women's Championship divenne terza divisione. 
La FA WNL ha cadenza annuale. Il campionato è organizzato in due gironi: North (da 14 squadre) e South (da 13 squadre); i primi dei rispettivi gironi vengono promossi in FA Women's Championship e accedono al play-off match che determina il vincitore complessivo, invece, gli ultimi due club classificati nel girone North e gli ultimi due del girone South retrocedono nei gironi corrispondenti della Division One: North, Midlands, South East e South West.

## Storia
Nel 1991, la Women's Football Association fondò la WFA Women's National League, giocata dalle 8 migliori squadre di quel tempo.
Nel 1994, la Women's National League passò sotto l'egida della Federazione calcistica dell'Inghilterra (The FA) e venne rinominata in FA Women's Premier League, il numero delle squadre partecipanti venne ampliato a 10.
Nel 2010, con la fondazione della FA Women's Super League, la FA Women's Premier League diventò seconda divisione e con la fondazione, nel 2014, del FA Women's Championship diventò terza divisione.

## Regolamento
Il campionato è diviso in North Division e South Division, rispettivamente formati da 14 e 13 squadre. I vincitori de due gironi vengono promossi in FA Women's Championship e si sfidano in un play-off match per decretare il vincitore complessivo. Gli ultimi club classificati nei gironi North e South retrocedono nei loro gironi corrispondenti della Division One: North, Midlands, South East e South West.

## Albo d'oro

### Dal 2014 (come terza divisione divisa in North Division e South Division)
| Legenda:          | Legenda: |
| ----------------- | --- |
| Club in grassetto | Indica il vincitore complessivo dell'edizione (vincitore del play-off match) poi promosso nella categoria superiore; dalla stagione 2023-2024 con promozione per entrambe le squadre |

| Stagione                   | Vincitrice North Division                                        | Vincitrice South Division                                        |
| -------------------------- | ---------------------------------------------------------------- | ---------------------------------------------------------------- |
| 2014-2015                  | Sheffield                                                        | Portsmouth                                                       |
| 2015-2016                  | West Bromwich                                                    | Brighton & Hove                                                  |
| 2016-2017                  | Blackburn Rovers                                                 | Tottenham                                                        |
| 2017-2018                  | Blackburn Rovers                                                 | Charlton Athletic                                                |
| 2018-2019                  | Blackburn Rovers                                                 | Coventry Utd                                                     |
| 2019-2020                  | non assegnato a causa della pandemia di COVID-19 nel Regno Unito | non assegnato a causa della pandemia di COVID-19 nel Regno Unito |
| 2020-2021 titolo condiviso | Sunderland                                                       | Watford                                                          |
| 2021-2022                  | Wolverhampton                                                    | Southampton                                                      |
| 2023-2024                  | Newcastle United                                                 | Portsmouth                                                       |
| 2024-2025                  | Nottingham Forest                                                | Ipswich Town                                                     |